# Johann Friedrich Bremermann
Johann Friedrich Bremermann (* 22. September 1842 in Bremen; † 18. Oktober 1913 in Bremen) war ein deutscher Reedereikaufmann und Direktor beim Norddeutschen Lloyd.

## Biografie
Bremermann kam aus kleinen Verhältnissen. Er lernte bei einer Bremer Schifffahrtsgesellschaft für Schlepper. Diese Gesellschaft wurde 1857 von der Reederei Norddeutscher Lloyd (NDL) bei deren Gründung übernommen. Bremermann war als tüchtiger Organisator in der Proviantabteilung der Reederei tätig und wurde 1868 deren Abteilungsleiter. 1892 wurde er Direktor des Proviantamtes und Mitglied des Vorstandes des NDLs in den Zeiten des großen Wachstums der Reederei unter den Vorstandschefs Heinrich Wiegand und Philipp Heineken. Zugleich war er im Aufsichtsrat verschiedener Unternehmen, die der NDL beherrschte oder zu denen er wirtschaftliche Beziehungen hatte. Unerwartet starb er am Arbeitstisch. Er war Mitglied der Bremer Freimaurerloge Zur Hansa.